# Maurepas (Yvelines)
 Maurepas  es una población y comuna francesa, en la región de Isla de Francia, departamento de Yvelines, en el distrito de Rambouillet y cantón de Maurepas.

## Demografía
| 247                       | 282 | 255 | 272 | 306 | 306 | 288 | 311 | 283 | 263 | 262 | 264 | 242 | 222 | 232 | 227 | 242 | 242 | 226 | 252 | 273 | 284 | 300 | 286 | 253 | 325 | 304 | 352 | 1 791 | 13 577 | 18 764 | 19 718 | 19 586 | 18 789 | 18 907 |
| (Fuente: INSEE y Cassini) |     |     |     |     |     |     |     |     |     |     |     |     |     |     |     |     |     |     |     |     |     |     |     |     |     |     |     |       |        |        |        |        |        |        |